# Angelo Sodano
Angelo Raffaele Sodano (23 tháng 11 năm 1927 – 27 tháng 5 năm 2022) là một Hồng y người Ý của Giáo hội Công giáo Rôma. Ông giữ nhiều chức vụ quan trọng trong suốt cuộc đời mình. Ông từng là Hồng y Niên trưởng Hồng y đoàn và là Hồng y Đẳng Giám mục với ngai tòa là Nhà thờ Albano, Nhà thờ S. Maria Nuova in commendum.

## Tiểu sử
Hồng y Sodano sinh 23 tháng 11 năm 1927 tại Isola d'Asti, Piemonte, Vương quốc Ý. Sau khi hoàn thành các khóa học về Thần học và Giáo luật, ông được thụ phong linh mục ngày 23 tháng 9 năm 1950. Sau khi chịu chức linh mục, vị linh mục trẻ tuổi được cử về làm làm giáo sư thần học tại Đại Chủng viện Asti, thuộc giáo phận của ông, và ông đã phục vụ tại đây trong suốt 9 năm sau đó.
Linh mục Angelo Sodano được gọi về phục vụ tại Bộ Ngoại giao Toà Thánh năm 1959, vào thời của Thánh Giáo hoàng Gioan XXIII. Ngày 30 tháng 11 năm 1977, Giáo hoàng Phaolô VI bổ nhiệm ông làm giám mục, tước vị Tổng giám mục Sứ thần Toà Thánh tại Chile. Lễ tấn phong được cử hành ngày 15 tháng 1 năm 1978. Tình hình chính trị tại Chile lúc đó mất ổn định, tướng Pinochet mới lên nắm quyền cai trị Chile trong khoảng 4 năm. Trong thời gian dài 10 năm trong chức vụ sứ thần Toà Thánh tại Chile, Tổng giám mục Angelo Sodano đã có nhiều cố gắng để hoà giải những lực lượng đối nghịch, đã đặt chân đến thăm tất cả các giáo phận tại Chile. Đóng góp nổi bật như của vị sứ thần Tòa Thánh này là thúc đẩy Toà Thánh làm trung gian hoà giải giữa Chile và Argentina năm 1984, và đứng ra tổ chức chuyến viếng thăm của Giáo hoàng Gioan Phaolô II tại Chile năm 1987.
Năm 1988, Giáo hoàng Gioan Phaolô II thuyên chuyển Tổng giám mục Sodano về Phủ Quốc Vụ Khanh, chịu trách nhiệm phân bộ liên lạc với các quốc gia, còn gọi Bộ Ngoại giao của Toà Thánh. Ngày 1 tháng 12 năm 1990, Giáo hoàng bổ nhiệm Tổng giám mục Sodano vào vị trí Quốc Vụ Khanh Toà Thánh, chức vụ quan trọng thứ hai của giáo triều Roma, chỉ sau chính Giáo hoàng. Sau đó ít lâu, trong Công nghị Hồng y năm 1991 diễn ra vào ngày 28 tháng 6 năm 1991, ông được Giáo hoàng vinh thăng tước vị Hồng y. Ngày 21 tháng 4 năm 2005, chỉ hai ngày sau khi được chọn, Tân Giáo hoàng Biển Đức XVI bổ nhiệm Hồng y Sodano tiếp tục làm Quốc Vụ Khanh Toà Thánh. Sau đó, ngày 30 tháng 4, Hồng y Sodano được Tân giáo hoàng phê chuẩn làm Niên Trưởng Hồng y Đoàn.
Ngày 21 tháng 12 năm 2019, Hồng y Sodano từ nhiệm chức Hồng y Đẳng Giám mục Nhà thờ Ostria và Trưởng Đẳng linh mục.
Sodano qua đời vì COVID-19 vào ngày 27 tháng 5 năm 2022 tại một bệnh viện ở Rome-Ý, hưởng thọ 94 tuổi.